# Junonia jordani
Junonia jordani är en fjärilsart som beskrevs av Aurivillius 1913. Junonia jordani ingår i släktet Junonia och familjen praktfjärilar. Inga underarter finns listade i Catalogue of Life.